# 254
| 254                |
| ------------------ |
| Dødsfald - Fødsler |
|                    |

| Gregoriansk kalender | 254 CCLIV               |
| Ab urbe condita      | 1007                    |
| Armensk kalender     | I/T                     |
| Kinesiske kalender   | 2950 – 2951 癸酉 – 甲戌 |
| Etiopisk kalender    | 246 – 247               |
| Jødisk kalender      | 4014 – 4015             |
| Hindukalendere       |                         |
| - Vikram Samvat      | 309 – 310               |
| - Shaka Samvat       | 176 – 177               |
| - Kali Yuga          | 3355 – 3356             |
| Iransk kalender      | 368 BP – 367 BP         |
| Islamisk kalender    | 380 BH – 378 BH         |

Se også 254 (tal)